# Mansour Kasse
Mansour Kasse (n. Dakar, Senegal, 28 de junio de 1992) es un jugador profesional internacional de baloncesto senegalés, que juega en la posición de ala-pívot. Cabe destacar que se formó en la cantera del Real Madrid.

## Características como jugador
Mansour Kasse destaca por su gran capacidad atlética, polivalencia y ser un jugador muy completo a ambos lados de la pista. Ofensivamente, posee un buen lanzamiento desde los 4 o 5 metros y de 3 puntos, así como una gran variedad de recursos y movimientos, pudiendo anotar con facilidad con ambas manos. Defensivamente es muy duro y difícil de superar, sobre todo en posiciones cercanas al aro, donde se muestra como un jugador dominante. Tiene una gran habilidad para capturar el rebote defensivo, lo que permite al equipo montar rápido el contraataque gracias a su visión para dar el primer pase. Su gran envergadura le permite taponar y robar balones a rivales de distintas posiciones. El gran pívot Hakeem Olajuwon es el jugador referencia para el senegalés.

## Trayectoria deportiva
Tras llegar a España con 15 años y pasar por varios equipos, Kasse es fichado en el verano de 2010 por el Real Madrid de Baloncesto procedente del Baloncesto Majadahonda, después de deslumbrar en el campeonato madrileño y de España junior.
En la temporada 2011/2012 se ha mostrado como un jugador dominante en el Real Madrid "B", a las órdenes de Alberto Angulo, y además ha entrenado frecuentemente y jugado algunos amistosos con el primer equipo del Real Madrid.
En el verano de 2012 ficha por el Basket Navarra Club, siendo presentado a los medios de comunicación el 27/08/2012. El 07/09/2012 debuta con el equipo navarro en un partido contra el Palencia Baloncesto, siendo el jugador más destacado del encuentro con 17 puntos.
En la temporada 2013/14 ficha por el Cáceres Ciudad del Baloncesto, equipo de LEB Oro. En la jornada 16, Kasse es elegido mejor pívot de la competición. En su segunda temporada en el club, se proclaman campeones de la LEB Plata y obtienen el ascenso directo a LEB Oro, acreditando medias de 5.6 puntos y 5.6 rebotes. Permanece en el club cacereño en 2015/16, hasta que una lesión en el mes de enero provocó su baja para el resto de la temporada.
En el verano de 2016 ficha por el JS Kairouan de la primera división del baloncesto en Túnez, donde consigue llevar a su equipo a los Playoffs por el título, tras promediar 17.4 puntos, 10.2 rebotes y 1.8 tapones por partido. Al acabar la temporada en Túnez, y tras su paso por la Selección absoluta de Senegal en marzo de 2017, vuelve a España para incorporarse al Aceitunas Fragata Morón, como refuerzo para disputar los playoffs de ascenso a LEB Oro. Durante los playoffs promedia 10.2 puntos, 6.4 rebotes, 1.1 robos y 1.1 tapones de media por encuentro, siendo nombrado el MVP de la segunda jornada de playoffs.
En el verano de 2017 firma una temporada por el Vevey Riviera Basket que compite en la LNA, la máxima categoría del baloncesto en Suiza, donde acreditó unos promedios de 9,4 puntos y casi 7 rebotes por partido.
En la temporada 2018/19 juega en el Sitra, club de la Premier League de Baloncesto de Baréin, donde promedia 22.3 puntos y 16.6 rebotes por partido y fue campeón de la Copa. Permanece en Baréin entre 2019 y 2020 jugando para el Al-Riffa SC y Al Hala. En las temporadas 2020/21 y 2021/22 juega en Samaheej, su cuarto equipo de la Premier League de Baloncesto de Baréin.
En febrero de 2021 firma por el FC Cartagena Club Baloncesto. Disputa el último tramo de la competición promediando 14.8 puntos y 8.2 rebotes en 12 encuentros.
En la segunda vuelta de la temporada 2021/2022 ficha por el Ciudad de Huelva.

### Equipos
- 2007/08  Cadete. Arona Basket Sur
- 2008/09  Junior. Real Club Náutico de Tenerife de Baloncesto
- 2009/10  EBA. Baloncesto Majadahonda
- 2010/12  EBA. Real Madrid "B"
- 2012/13  LEB. Basket Navarra Club
- 2013/16  LEB. Cáceres Ciudad del Baloncesto
- 2016/17  División I. JS Kairouan
- 2017  LEB. Aceitunas Fragata Morón
- 2017/18  LNA. Vevey Riviera Basket
- 2018/19  Bahrain Premier League. Sitra Basket
- 2019  Bahrain Premier League. Al-Riffa SC
- 2020  Bahrain Premier League. Al Hala
- 2020/21  Bahrain Premier League. Samaheej
- 2021.  LEB. FC Cartagena Club Baloncesto
- 2021/22  Bahrain Premier League. Samaheej
- 2022.  EBA Ciudad de Huelva
- 2022-  LNA. Villars Basket

### Selección nacional
Ha sido Internacional Sub-16, Sub-18 y Absoluto con Senegal. Con tan solo 16 años participa con su selección en el Campeonato de África Sub-18 de Egipto 2008, donde alcanzan las semifinales.
En el verano de 2013 es preseleccionado por el seleccionador senegalés para participar con la Selección absoluta de Senegal en el Campeonato de África de Baloncesto Costa de Marfil 2013.
En el verano de 2015 es de nuevo preseleccionado para participar con Senegal en el Campeonato de África de Baloncesto Túnez 2015. El 9 de agosto de 2015 debutó con la selección absoluta senegalesa contra Mali en el Torneo Internacional de Dakar, junto a jugadores como Gorgui Dieng o Saer Sene.
En marzo de 2017 es seleccionado para participar con la Selección absoluta de Senegal en la fase de clasificación para el Afrobasket 2017. Mansour Kasse disputó 3 encuentros, y Senegal obtuvo la clasificación para el Torneo.

### Palmarés
- 2014/15. Campeón de la LEB Plata con el Cáceres Ciudad del Baloncesto.
- 2019. Campeón de la Copa de Bahrain con Al-Riffa.